# Ski Dubai
Ski Dubai is een indoorskioord met 22.500 vierkante meter overdekte skigebied. Het park heeft het hele jaar door een temperatuur van -1 graden tot 2 graden Celsius. Het is een deel van de Mall of the Emirates, een van de grootste winkelcentra ter wereld, gelegen in Dubai, Verenigde Arabische Emiraten. Het is ontwikkeld door Majid Al Futtaim Group, die ook de Mall of the Emirates exploiteert.
Ski Dubai is geopend in november 2005 en beschikt over een 85 meter hoge overdekte berg (equivalent aan een gebouw van 25 verdiepingen) met 5 hellingen van verschillende steilheid en moeilijkheidsgraad, waaronder een 400 meter lange zwarte piste, 's werelds eerste indoor black diamond run. Verschillende skiliften (stoeltjes- en sleepliften) brengen skiërs en snowboarders de berg op. 
Uitrusting zoals ski's en jassen wordt bij het ticket geleverd en men kan uitrusting kopen in de nabijgelegen winkels. Grenzend aan de hellingen is een Snow Park-speeltuin van 3.000 vierkante meter met slee- en rodelbanen, een ijskoude glijbaan, klimtorens, gigantische sneeuwballen en een ijsgrot. Ski Dubai herbergt ook een aantal pinguïns die meerdere keren per dag uit hun verblijven worden gelaten zodat bezoekers de dieren kunnen ontmoeten. 

## Afbeeldingen

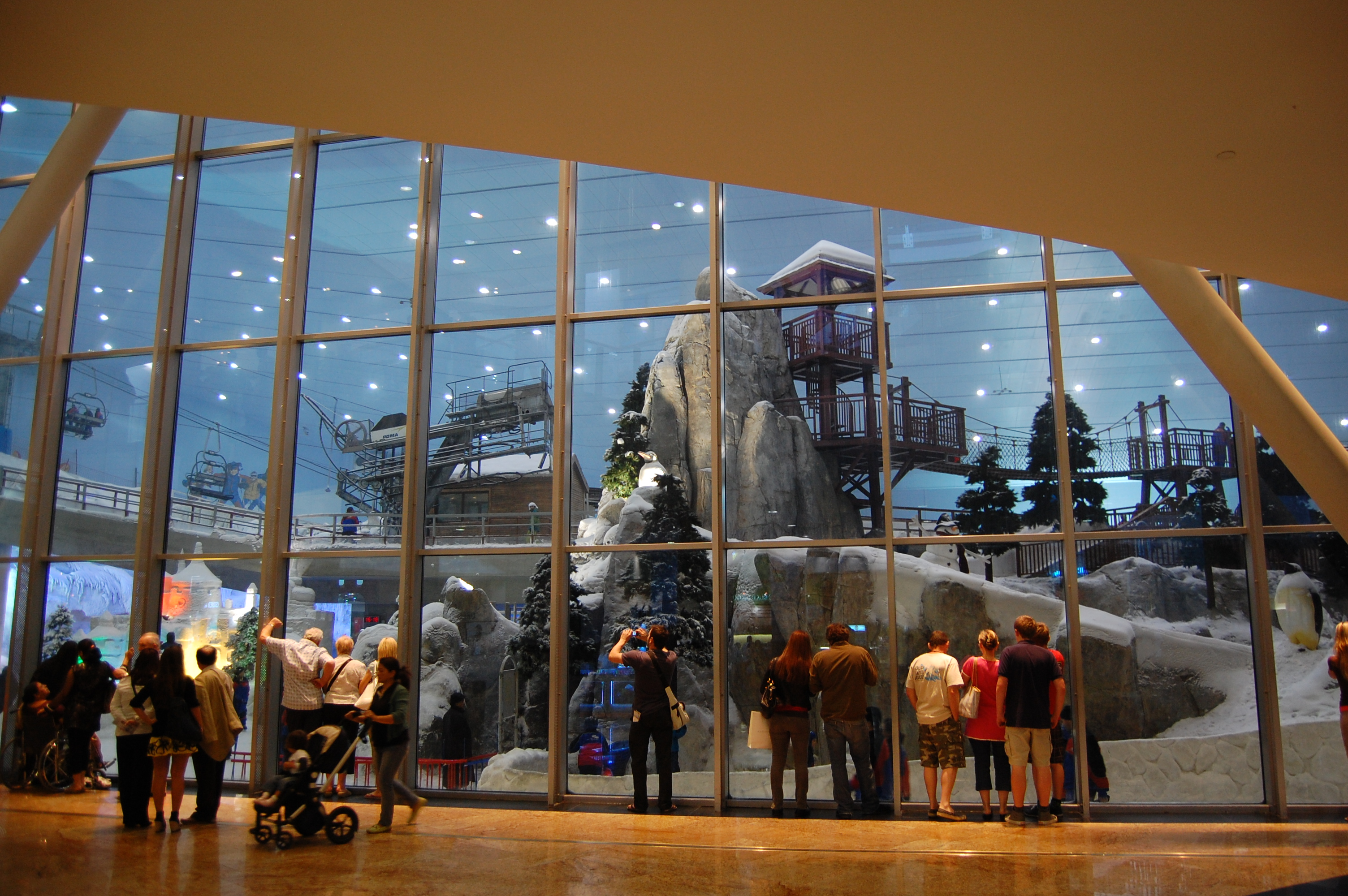
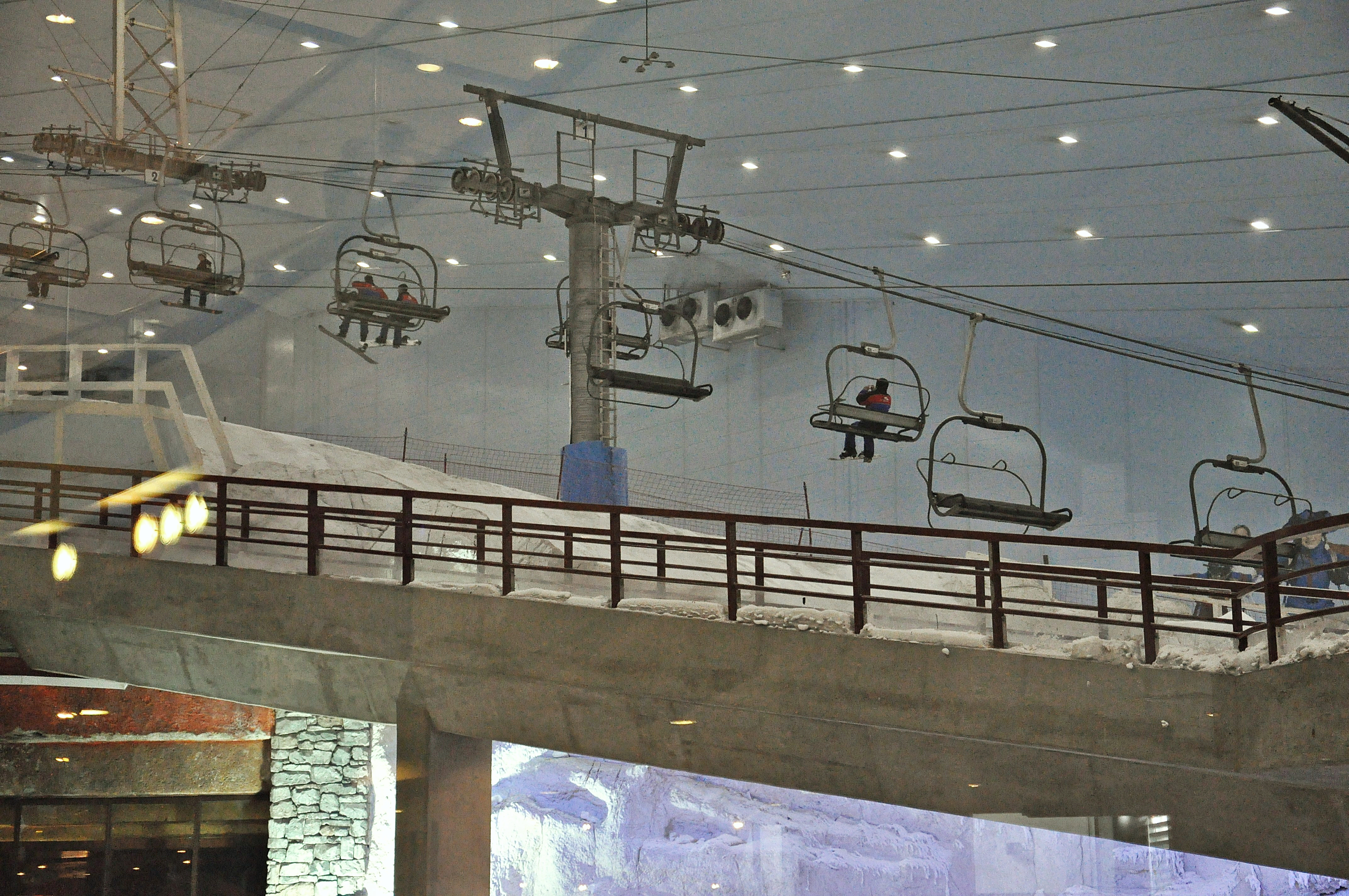
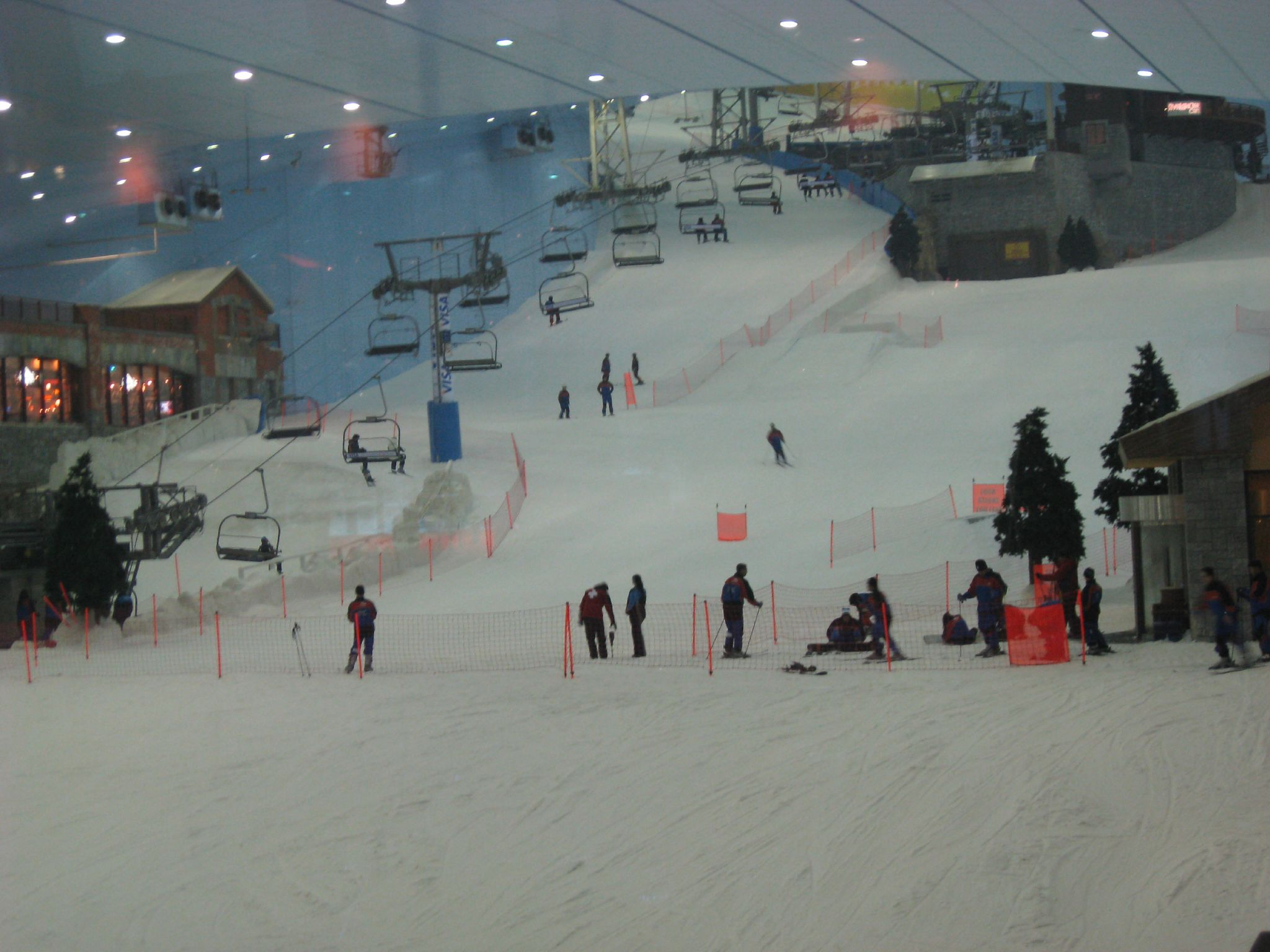
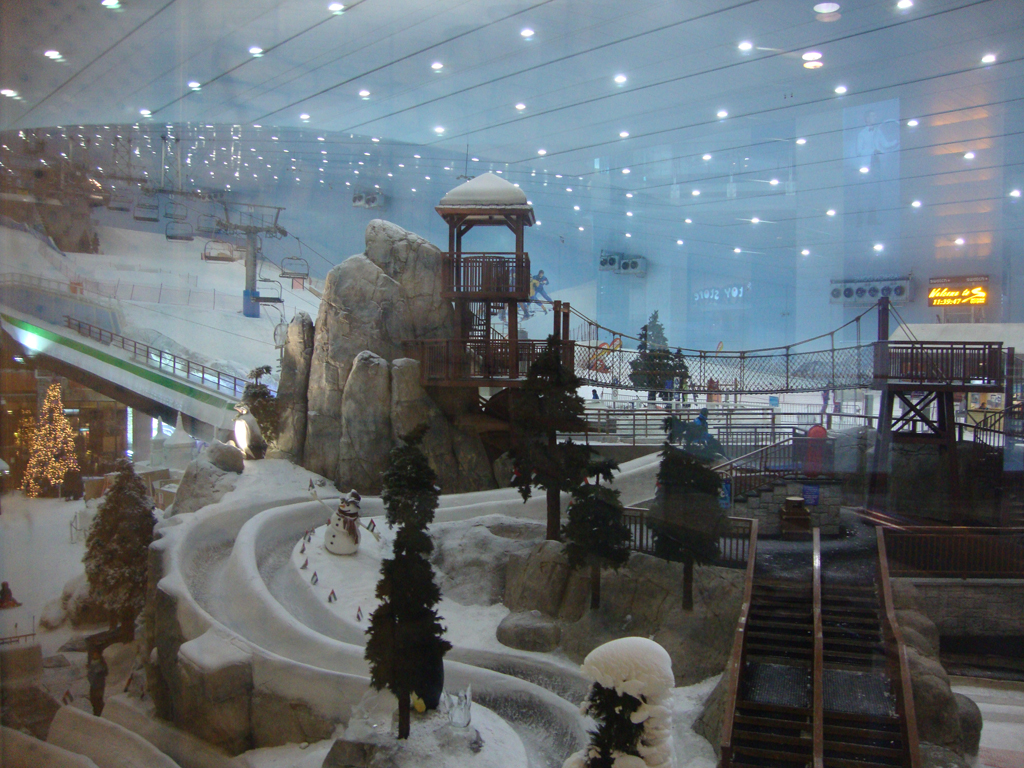